# Chrysuronia coeruleogularis
A Chrysuronia coeruleogularis a madarak osztályának sarlósfecske-alakúak (Apodiformes) rendjébe és a kolibrifélék (Trochilidae) családjába tartozó faj.

## Rendszerezése
A fajt John Gould angol ornitológus írta le 1843-ban, a Trochilus nembe  Trochilus coeruleogularis néven. Sorolták az Amazilia nembe Amazilia coeruleogularis néven és a Lepidopyga nembe Lepidopyga coeruleogularis néven is.

## Alfajai
- Chrysuronia coeruleogularis coelina (Bourcier, 1856)
- Chrysuronia coeruleogularis coeruleogularis (Gould, 1851)
- Chrysuronia coeruleogularis confinis (Griscom, 1932)[2]

## Előfordulása
Costa Rica, Panama és Kolumbia területén honos. Természetes élőhelyei a szubtrópusi vagy trópusi síkvidéki esőerdők, mangroveerdők és cserjések, valamint másodlagos erdők. Állandó, nem vonuló faj.

## Megjelenése
Testhossza 10 centiméter.
|  |

## Természetvédelmi helyzete
Az elterjedési területe nagyon nagy, egyedszáma pedig stabil. A Természetvédelmi Világszövetség Vörös listáján nem fenyegetett fajként szerepel.